# Чегла
Чегла — деревня в Доможировском сельском поселении Лодейнопольского района Ленинградской области.

## История
Чегла была основана в 1925 году.

ЧЕГЛА — деревня, крестьянских дворов — нет, прочих — 7. Население: мужчин — 9, женщин — 15. (1926 год)

Согласно областным административным данным с 1 января 1926 года в составе Доможировского сельсовета Пашской волости Волховского уезда учитывался посёлок Чегла.
С 1927 года в составе Пашского района.
Согласно карте Ленинградской области Северо-западного аэрогеодезического треста ГГУ издания 1932 года посёлок назывался Чагла и насчитывал 5 дворов.

Посёлок Чегла на карте РККА 1940 года

В 1950 году население посёлка составляло 110 человек.
С 1955 года в составе Новоладожского района.
С 1963 года в составе Волховского района.
По данным 1966 и 1973 годов деревня Чегла входила в состав Доможировского сельсовета Волховского района.
По данным 1990 года деревня Чегла входила в состав Доможировского сельсовета Лодейнопольского района.
В 1997 году в деревне Чегла Доможировской волости проживали 94 человека, в 2002 году — 122 человека (русские — 95 %).
С 1 января 2006 года в составе Вахновакарского сельского поселения.
В 2007 году в деревне Чегла Вахновокарского СП проживали 97 человек, в 2010 году — 111.
С 2012 года в составе Доможировского сельского поселения.

## География
Деревня расположена в западной части района на автодороге 41К-133 (Подъезд к станции Оять).
Расстояние до административного центра поселения — 2 км.
Расстояние до ближайшей железнодорожной станции Оять-Волховстроевский — 1 км.
Деревня находится на левом берегу реки Оять при впадении в неё реки Чегла.

## Демография
| 1862 | 1926 | 1950 | 1997 | 2007 | 2010 | 2014 |
| ---- | ---- | ---- | ---- | ---- | ---- | ---- |
| 5    | ↗16  | ↗110 | ↘94  | ↗97  | ↗111 | ↘88  |
| 2017 |      |      |      |      |      |      |
| ↘67  |      |      |      |      |      |      |

### Национальный состав
Согласно данным Всероссийской переписи населения 2021 года в деревне проживали 74 человека, из них:
 русские — 69, узбеки — 2, таджики — 1, остальные национальность не указали.

## Инфраструктура
По данным администрации Доможировского сельского поселения:
- на 1 января 2014 года в деревне было зарегистрировано 37 домохозяйств и 105 жителей[19].
- на 1 января 2021 года в деревне было зарегистрировано 31 домохозяйство и 58 жителей[20].

## Улицы
Правобережная, Речная, Стародеревенская.